# 尚洛朗
尚洛朗（法語：Champ-Laurent，法語發音：[ʃɑ̃ loʁɑ̃]）是法国萨瓦省的一个市镇，属于尚贝里区。

## 地理
尚洛朗（45°30'31"N, 6°12'44"E）面积5.07 平方千米，位于法国奥弗涅-罗讷-阿尔卑斯大区萨瓦省，该省份为法国东部省份，历史上为薩伏依的一部分，北起上萨瓦省，西接伊泽尔省和安省，南部和东部与上阿尔卑斯省和意大利接壤。
与尚洛朗接壤的市镇（或旧市镇、城区）包括：热隆河畔沙穆、蒙唐德里、勒蓬泰、拉塔布勒。

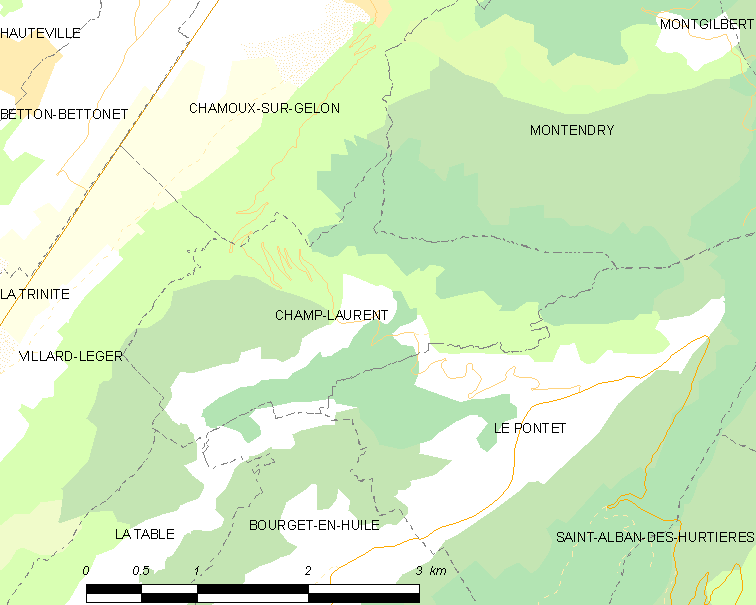
尚洛朗的OSM定位图

尚洛朗的时区为UTC+01:00、UTC+02:00（夏令时）。

## 行政
尚洛朗的邮政编码为73390，INSEE市镇编码为73072。

## 政治
尚洛朗所属的省级选区为圣皮埃尔达尔比尼县。

## 人口

1962-2008年间尚洛朗人口变化图示

尚洛朗于2022年1月1日时的人口数量为31人。